# 2022年世界陸上競技選手権大会アゼルバイジャン選手団
2022年世界陸上競技選手権大会アゼルバイジャン選手団は、2022年7月15日から7月24日までアメリカ合衆国のユージーンで開催された第18回世界陸上競技選手権大会のアゼルバイジャン選手団。

## 選手団
- 人員: 選手 2人

## 選手名簿・結果
| 選手                 | 種目           | 予選   | 予選 | 決勝     | 決勝     |
| 選手                 | 種目           | 結果   | 順位 | 結果     | 順位     |
| -------------------- | -------------- | ------ | ---- | -------- | -------- |
| エカテリナ・サリエワ | 女子三段跳     | 13.46m | 26位 | 予選敗退 | 予選敗退 |
| ハンナ・スカイダン   | 女子ハンマー投 | 70.93m | 11位 | 69.01m   | 11位     |